# Alexandre Song
Alexandre Dimitri Song Billong, thường được biết đến với tên Alex Song, (sinh ngày 9 tháng 9 năm 1987) là một cựu cầu thủ bóng đá người Cameroon. Anh là cháu của cựu cầu thủ Liverpool Rigobert Song. Anh thường chơi ở vị trí tiền vệ trung tâm, nhưng lại nổi bật trong vị trí hậu vệ trong mùa giải 2007–08.

## Sự nghiệp câu lạc bộ

### Bastia
Song tham gia vào đội trẻ Bastia vào năm 2003-2004. Suốt thời gian ở Bastia, anh đã thu hút được sự chú ý của nhiều câu lạc bộ lớn như Inter Milan, Juventus, Manchester United và Arsenal

### Arsenal F.C
Khả năng chơi bóng của Alex Song đã làm huấn luyện viên Arsène Wenger thích thú. Sau khi thoả thuận với Bastia, Arsenal đã chắn chắc có sự phục vụ của Song trong mùa giải 2005-06 (dưới dạng cho mượn). Sau đó,ngày 26 tháng 6 Arsenal đồng ý tốn 1 triệu bảng Anh để ký một bảng hợp đồng có thời hạn 4 năm với cầu thủ người Cameroon.
Lần trình diễn đầu tiên của Song tại Premiership là trận Arsenal thắng Everton 2-0 (ngày 19 tháng 9).
Ngày 9 tháng 1 năm 2007, bàn thắng đầu tiên của Song cho Arsenal được ghi trong trận các pháo thủ đại thắng Liverpool 6-3 (mùa giải 2006-07)
Ngày 30-1, Arsenal ký một bảng hợp đồng cho Charlton Athletic mượn Alex Song đến hết mùa giải 2006-07.
Sau khi trở lại với Arsenal, Song lại tiếp tục có 1 pha lập công trong trận thắng Fenerbahce 5-2 ở cúp C1-Champions Leauge. Đây là bàn thắng đầu tiên của Song ở đấu trường châu Âu và cũng là bàn thắng thứ 3 cho pháo thủ trên mợi mặt trận. Sau đó trong trận Arsenal thắng Wigan Athletic 4-1, Song cũng đã ghi bàn

#### Mùa giải 2009-2010
Song bắt đầu mùa giải rất tốt, anh được các cổ động viên bỏ phiếu bình chọn các cầu thủ hay nhất đội nhiều thứ 3 trên trang web Arsenal.com (sau Cesc Fàbregas và Robin van Persie). Ngày 25 tháng 11 năm 2009, cầu thủ người Camaroon gia hạn hợp đồng đến năm 2014 với Arsenal. Ngày 30-12, Song ghi bàn ấn định chiến thắng 4-1 của Arsenal trước Portsmouth. Trong suốt mùa giải 2009-10, Song đã cho thấy mình là 1 cầu thủ hữu ích trong đội hình chính của Giáo sư

#### Mùa giải 2010-2011
Ở mùa giải này Song lại luôn có mặt trong đội hình ra quân của Arsenal. Anh trở lại vị trí tiền vệ trung tâm. Anh là người ghi bàn thắng thứ 1000 của các pháo thủ dưới thời Arsène Wenger, bàn thắng đó được ghi trong trận thắng Bolton Wanderers 4-1 vào ngày 11-9. Các bàn thắng của Song lại tiếp tục được ghi trong các trận thắng Shakhtar Donetsk (5-1), Manchester City (3-0) và West Ham United (1-0)

### Barcelona
Ngày 20 tháng 8 năm 2012, Song đã ký một hợp đồng 5 năm với Barcelona với mức phí 15 triệu bảng.

### West Ham United
Ngày 30 tháng 8 năm 2014, Song gia nhập câu lạc bộ Anh West Ham United theo một bản hợp đồng cho mượn trong một mùa giải. Trong mùa giải tiếp theo, anh tiếp tục được West Ham mượn.

### Rubin Kazan
Ngày 21 tháng 7 năm 2016, Rubin Kazan đạt được thỏa thuận chiêu mộ Alex Song từ Barcelona.

## Thống kê sự nghiệp

### Câu lạc bộ
Tính đến 24 tháng 3 năm 2016
| Giải đấu              | Câu lạc bộ               | Mùa giải              | Giải đấu | Giải đấu | Cúp quốc gia* | Cúp quốc gia* | Châu Âu | Châu Âu | Tổng cộng | Tổng cộng |
| Giải đấu              | Câu lạc bộ               | Mùa giải              | Trận     | Bàn      | Trận          | Bàn           | Trận    | Bàn     | Trận      | Bàn       |
| --------------------- | ------------------------ | --------------------- | -------- | -------- | ------------- | ------------- | ------- | ------- | --------- | --------- |
| Ligue 1               | Bastia                   | 2004–05               | 32       | 0        | 3             | 0             | —       | —       | 35        | 0         |
| Tổng cộng Pháp        | Tổng cộng Pháp           | Tổng cộng Pháp        | 32       | 0        | 3             | 0             | —       | —       | 35        | 0         |
| Premier League        | Arsenal                  | 2005–06               | 5        | 0        | 2             | 0             | 2       | 0       | 9         | 0         |
| Premier League        | Arsenal                  | 2006–07               | 2        | 0        | 3             | 1             | 1       | 0       | 6         | 1         |
| Premier League        | Charlton Athletic (mượn) | 2006–07               | 12       | 0        | 0             | 0             | —       | —       | 12        | 0         |
| Premier League        | Arsenal                  | 2007–08               | 9        | 0        | 3             | 0             | 3       | 0       | 15        | 0         |
| Premier League        | Arsenal                  | 2008–09               | 31       | 1        | 6             | 0             | 11      | 1       | 48        | 2         |
| Premier League        | Arsenal                  | 2009–10               | 26       | 1        | 2             | 0             | 10      | 0       | 38        | 1         |
| Premier League        | Arsenal                  | 2010–11               | 31       | 4        | 6             | 0             | 5       | 1       | 42        | 5         |
| Premier League        | Arsenal                  | 2011–12               | 34       | 1        | 3             | 0             | 9       | 0       | 46        | 1         |
| Tổng cộng Anh         | Tổng cộng Anh            | Tổng cộng Anh         | 160      | 7        | 25            | 1             | 42      | 2       | 227       | 10        |
| La Liga               | Barcelona                | 2012–13               | 20       | 1        | 6             | 0             | 8       | 0       | 34        | 1         |
| La Liga               | Barcelona                | 2013–14               | 19       | 0        | 8             | 0             | 4       | 0       | 31        | 0         |
| Tổng cộng Tây Ban Nha | Tổng cộng Tây Ban Nha    | Tổng cộng Tây Ban Nha | 39       | 1        | 14            | 0             | 12      | 0       | 65        | 1         |
| Premier League        | West Ham United          | 2014–15               | 28       | 0        | 3             | 0             | 0       | 0       | 31        | 0         |
| Premier League        | West Ham United          | 2015–16               | 12       | 0        | 3             | 0             | 0       | 0       | 15        | 0         |
| Tổng cộng Anh         | Tổng cộng Anh            | Tổng cộng Anh         | 40       | 0        | 6             | 0             | 0       | 0       | 46        | 0         |
| Tổng cộng sự nghiệp   | Tổng cộng sự nghiệp      | Tổng cộng sự nghiệp   | 270      | 8        | 48            | 1             | 54      | 2       | 373       | 11        |

(* FA Cup, League Cup và FA Community Shield)

### Quốc tế
| Đội tuyển quốc gia | Năm       | Trận | Bàn |
| ------------------ | --------- | ---- | --- |
| Cameroon           | 2005      | 1    | 0   |
| Cameroon           | 2008      | 11   | 0   |
| Cameroon           | 2009      | 3    | 0   |
| Cameroon           | 2010      | 9    | 0   |
| Cameroon           | 2011      | 5    | 0   |
| Cameroon           | 2012      | 7    | 0   |
| Cameroon           | 2013      | 6    | 0   |
| Cameroon           | 2014      | 7    | 0   |
| Tổng cộng          | Tổng cộng | 49   | 0   |

## Danh hiệu

### Câu lạc bộ

#### Barcelona
- La Liga: 2012–13
- Supercopa de España: 2013

### Cá nhân
- Đội hình xuất sắc nhất Cúp bóng đá châu Phi: 2008, 2010